# Generalsuperintendenz Tübingen
Die Generalsuperintendenz Tübingen bzw. das Generalat Tübingen (heute als Prälatur oder auch „Sprengel“ bezeichnet), war bis zur Auflösung 1913 eine von damals sechs Generalsuperintendenzen der Evangelischen Landeskirche in Württemberg. Es handelte sich um einen kirchlichen Verwaltungsbezirk. Die Leitung der Generalsuperintendenz oblag dem Generalsuperintendenten (heute Prälat), der heute gelegentlich auch als „Regionalbischof“ bezeichnet wird.

## Aufgaben
Der Generalsuperintendent als Leiter der Generalsuperintendenz hatte die Aufgabe, die Dekane in seinem Generalat zu visitieren. Er war aber auch in der Seelsorge unter den Pfarrern tätig und wirkte bei der Wiederbesetzung der Gemeindepfarrstellen mit.

## Gebiet
Die Generalsuperintendenz Tübingen umfasste den Westen der Evangelischen Landeskirche in Württemberg, also das Gebiet von Neuenbürg im Norden bis Nagold im Süden und von Freudenstadt im Westen bis Tübingen im Osten. Zu ihm zählten die Kirchenbezirke bzw. Dekanate Calw, Freudenstadt, Herrenberg, Nagold, Neuenbürg und Tübingen.

## Geschichte
Die Generalsuperintendenzen in Württemberg wurden bald nach Einführung der Reformation an den Standorten der ehemaligen Klöster (Adelberg, Bebenhausen, Denkendorf und Maulbronn) eingesetzt. An der Spitze stand jeweils ein dem Propst der Stiftskirche Stuttgart unterstehender Generalsuperintendent. Das Amt des Generalsuperintendenten war jedoch meist nicht mit dem jeweiligen Klostersitz verbunden, vielmehr trug der Verwaltungsbezirk lediglich deren Bezeichnung. Im Laufe Geschichte wurden die Bezeichnungen der Generalsuperintendenturen mehrmals verändert.
Die Generalsuperintendenz Tübingen wurde 1810 als Ersatz für die gleichzeitig aufgelöste Generalsuperintendenz Bebenhausen errichtet. Durch Königlich Entschließung vom 16. März 1913 wurde die Generalsuperintendenz Tübingen mit Wirkung vom 1. April 1913 aufgelöst und das Gebiet der Generalsuperintendenz Reutlingen zugeordnet, aus dem 1924 die Prälatur Reutlingen hervorging. Bis 1934 hatte der Prälat noch seinen Sitz in Stuttgart, bis dort eine eigene Prälatur eingerichtet wurde.

## Generalsuperintendenten seit 1810
- 1807/10–1815: August Friedrich Bök
- 1815–1832: Johann Friedrich von Gaab
- 1832–1835: Johann Christian von Pfister
- 1835: Georg Christian von Seubert
- 1836–1848: Nathanael Friedrich von Köstlin
- 1848–1869: Christian Gottlob von Moser
- 1869–1890: Ludwig von Georgii
- 1891–1905: Ernst Christian von Wittich
- 1906–1913: Theodor Karl von Hermann